# Pinus remota
Pinus remota je severoamerická dvojjehličná a hojně se vyskytující borovice s tenkým obalem semen.

## Synonyma
- Pinus catarinae
- Pinus cembroides varieta remota
- Pinus culminicola varieta remota
- Pinus remota poddruh catarinae.

## Popis rozdílů v morfologii
Borovice Pinus remota je považována za samostatný druh pro tenkostěnné osemení semen, brzy opadavé svazečkové pochvy a vyšší četnost dvou jehlic ve svazečku (borovice Pinus cembroides má četnější tři jehlice ve svazečku); tyto znaky jsou výraznější u mexické části populace borovice Pinus remota a zřetelně ji oddělují od borovice Pinus cembroides. Naopak borovice Pinus catarinae se od borovice Pinus remota odlišuje pouze svou vnější keřovitou podobou, způsobenou místními nepříznivými přírodními podmínkami.

## Příbuznost
Borovice Pinus remota je blízce příbuzná s borovicemi Pinus cembroides a Pinus edulis.

## Výskyt
Domovinou stromu je Mexiko (státy Coahuila, Chihuahua a Nuevo León) a Spojené státy americké (stát Texas).

## Ekologie
Strom, rostoucí v nadmořských výškách 450–1850 m. Téměř všechny podpopulace borovice Pinus remota jsou velmi nesouvislé a tato borovice se stáhla do kaňonů a skalnatých svahů odloučených hor, kde často roste na půdách vápencového původu. Roční srážkové úhrny se zde pohybují v rozsahu 300-500 mm, nicméně množství srážek je každoročně extrémně proměnlivé. V lednu a v prosinci zde také často mrzne, strom vydrží mráz do –12 °C. Borovice Pinus remota tvoří smíšené porosty s jalovci Juniperus ashei a Juniperus monosperma, s duby Quercus, oháňkovníky Cercocarpus, opunciemi Opuntia, s Agave lechuguilla, též s Fouquieria splendens a občas také s borovicemi Pinus cembroides a Pinus arizonica varieta stormiae.

## Využití člověkem
Jedlá semena borovice Pinus remota jsou sklízena a prodávána dohromady se semeny jiných borovic. Strom je též pěstován v několika botanických zahradách. Mimo botanické zahrady příliš pěstován není.

## Ohrožení
Hojný strom, není ohrožen žádnými známými hrozbami a stav jeho populace je stabilní. Populace stromu se vyskytuje roztroušeně ve velmi rozsáhlých oblastech. Strom se také vyskytuje v několika chráněných oblastech a většina jeho podpopulací se vyskytuje ve velmi odlehlých oblastech.